# Hylaea silanaria
Hylaea silanaria är en fjärilsart som beskrevs av William Schaus 1912. Hylaea silanaria ingår i släktet Hylaea och familjen mätare. Inga underarter finns listade i Catalogue of Life.